# Miguel Ángel Gándara
Miguel Ángel Gándara Reyes (né le 31 janvier 1975) est un footballeur cubain qui évoluait au poste de milieu de terrain.

## Biographie

### Carrière en club
Surnommé « Miki » Gándara, cet élégant milieu de terrain évolue durant toute sa carrière au sein du FC Ciudad de La Habana (aujourd'hui reconverti en FC La Habana) dont il est l'un des joueurs les plus en vue. Il est sacré champion de Cuba à trois reprises en 1994, 1998 et 2001.

### Carrière internationale
Gándara fait son apparition chez les U-20 à l'occasion des Jeux d'Amérique centrale et des Caraïbes de 1993. International à 31 reprises (trois buts marqués), ce n’est qu’en 1999 qu'il est convoqué en équipe de Cuba afin de disputer la phase finale de la Coupe caribéenne des nations 1999 où il est titulaire en demi-finale puis en finale (perdue 1-2 face à Trinité-et-Tobago). Cette même année, il dispute le tour préliminaire de la Gold Cup 2000 mais ne réussit pas à se qualifier à la phase finale dudit tournoi.
En 2000, il participe aux éliminatoires de la Coupe du monde 2002 (sept matchs disputés pour un but marqué). L'année suivante il se hisse en demi-finales de la Coupe caribéenne des nations 2001.
Enfin, il est retenu par le sélectionneur Miguel Company dans la liste des convoqués afin de disputer la Gold Cup 2002 où il joue les deux rencontres du 1er tour face aux États-Unis (défaite 0-1) et la Corée du Sud (0-0).

#### Buts en sélection
| Buts en sélection de Miguel Ángel Gándara | Buts en sélection de Miguel Ángel Gándara | Buts en sélection de Miguel Ángel Gándara                  | Buts en sélection de Miguel Ángel Gándara | Buts en sélection de Miguel Ángel Gándara | Buts en sélection de Miguel Ángel Gándara | Buts en sélection de Miguel Ángel Gándara |
|                                           | Date                                      | Lieu                                                       | Adversaire                                | Score                                     | Résultat                                  | Compétition                               |
| ----------------------------------------- | ----------------------------------------- | ---------------------------------------------------------- | ----------------------------------------- | ----------------------------------------- | ----------------------------------------- | ----------------------------------------- |
| 1.                                        | 10 juin 1999                              | Hasely Crawford Stadium, Port of Spain (Trinité-et-Tobago) | Jamaïque                                  | 1-0                                       | 2-0                                       | CAR 1999                                  |
| 2.                                        | 5 mars 2000                               | Estadio Pedro Marrero, La Havane (Cuba)                    | Îles Caïmans                              | 4-0                                       | 4-0                                       | QCM 2002                                  |
| 3.                                        | 24 juin 2001                              | ?, Belize City (Belize)                                    | Belize                                    | 0-2                                       | 3-2                                       | Amical                                    |

## Palmarès

### En club
- FC Ciudad de La Habana
  - Champion de Cuba en 1994, 1998 et 2001.

### En équipe nationale
- Cuba
  - Finaliste de la Coupe caribéenne des nations en 1999.